# KTM 690 Supermoto
La 690 SM est un modèle de motocyclette du constructeur KTM.
Lancée en 2007 en version standard et prestige, une version SM R sera proposée en remplacement de la version prestige dès 2008.
La 690 SM n'est plus produite depuis 2009, la SMC venant la remplacer depuis 2008.
Les différences principales entre les deux versions proposées (SM et SM-R/Prestige) sont principalement des jantes tubeless à bâtons et un réglage plus fin de la fourche avant sur la SM-R/Prestige.
À noter que le cadre, le réservoir, les carénages complets excepté la tête de fourche et le garde-boue avant sont identiques à ceux de la 690 Duke III.
La transmission ainsi que les suspensions restent cependant propres à la 690 SM.

## Informations complémentaires
- Compression : 11,7 : 1
- Démarrage : Démarreur électrique
- Boîte de vitesses 6 rapports, commande à crabots
- Alimentation Keihin EMS avec EPT (Electr. Power Throttle)
- Commande 4 soupapes / OHC, culbuteur double à galets
- Lubrification par circ. sous pression avec 2 pompes
- Huile moteur : Motorex PowerSynt 4T 10W50
- Rapport primaire 36 : 79
- Transmission finale 16 : 40
- Refroidissement liquide
- Embrayage APTC anti-dribble à commande hydr.
- Cadre treillis au chrome-molybdène, peinture Epoxy
- Boucle de cadre arrière en aluminium 7020
- Guidon en aluminium conique, Ø 28 / 22 mm
- Chaîne X-Ring 5/8 x 1/4"
- Batterie 12V 8,6 Ah
- Silencieux : Double silencieux en acier inox avec cat. à rég.
- Angle de chasse 64°
- Chasse 112 mm
- Empattement 1 460 ± 15 mm
- Garde au sol 260 mm
- Hauteur de selle 875 mm
- Capacité de réservoir : env. 13,5 litres / réserve 2,5 litres
- Poids (à sec) env. 152 kg
- Autonomie moyenne : 205 km